# Ion Ghica
Ion Ghica (pronunciació en romanès: [iˈon ˈɡika] (12 d'agost de 1816 - 7 de maig de 1897) va ser un estadista, matemàtic, diplomàtic i polític romanès, que va ser primer ministre de Romania cinc vegades. Va ser membre de ple dret de l'Acadèmia Romanesa i el seu president moltes vegades (1876–1882, 1884–1887, 1890–1893 i 1894–1895). Era el germà gran i soci de Pantazi Ghica, un prolífic escriptor i polític.

## Primers anys i revolució

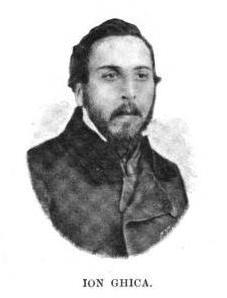

Va néixer a Bucarest, Valàquia, a la destacada família de boiars Ghica, i era nebot tant de Grigore Alexandru Ghica (que esdevindria príncep de Valàquia als anys 1840 i 1850) com de Ion Câmpineanu, un radical d'inspiració carbonari. El seu pare era Dimitrie (Tache) Ghica i la seva mare - Maria de soltera Câmpineanu. Ion Ghica es va educar a Bucarest i a Europa occidental, estudiant enginyeria i matemàtiques a l'Escola de Mines de París (França) de 1837 a 1840.
Després d'acabar els seus estudis a París, va marxar a Moldàvia i es va involucrar en la fracassada conspiració de la Frăția ("Fraternitat") de 1848, que pretenia provocar la unió de Valàquia i Moldàvia sota un líder romanès nadiu, el príncep Mihai Sturdza. Ion Ghica esdevingué professor de geologia i mineralogia i més tard professor d'economia política a l'Academia Mihăileană que va ser fundada pel mateix príncep Sturdza a Iași (futura Universitat de Iași). És considerat el primer gran economista romanès.
Es va unir al camp revolucionari de Valàquia i, en nom del Govern Provisional establert aleshores a Bucarest, va anar a Istanbul per apropar-se al govern imperial otomà; ell, Nicolae Bălcescu i el general Gheorghe Magheru van ser fonamentals en la mediació de les negociacions entre el líder romanès de Transsilvània Avram Iancu i el govern revolucionari hongarès de Lajos Kossuth.

## Príncep de Samos
Mentre estava a Istanbul, va ser nomenat Bey (governador) de Samos (1854–1859), on va demostrar les seves habilitats de lideratge extirpant la pirateria local (la majoria de la qual estava destinada als transports que proveïen la Guerra de Crimea). Després de completar la tasca, Ghica va rebre el títol honorífic de Bey de Samos pel sultà Abd-ul-Mejid I el 1856.

## Carrera política a Romania

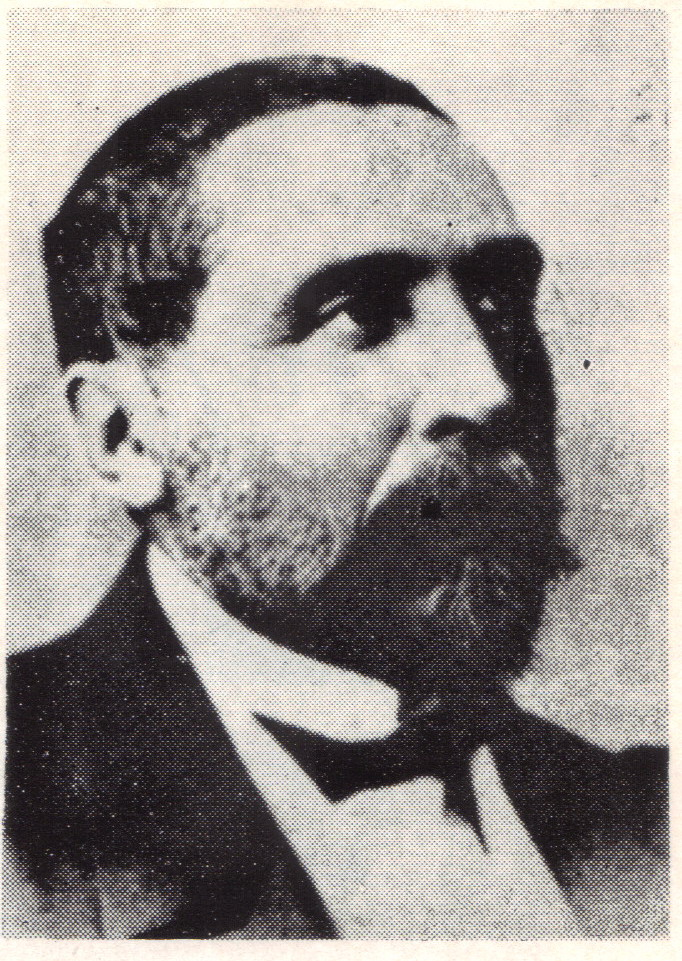

El 1859, després de la unió de Moldàvia i Valàquia, el príncep Alexandru Ioan Cuza va demanar a Ion Ghica que tornés. Més tard (1866), tot i tenir la confiança del príncep Cuza, Ghica va participar activament en l'agrupació secreta que va assegurar l'enderrocament de Cuza. Va ser el primer ministre sota el príncep de Romania (després rei de Romania) Carol de Hohenzollern.
Ghica també és conegut com una de les primeres grans figures liberals del Regne de Romania i un dels líders de l'incipient Partit Liberal. El radicalisme del seu grup, amb el seu lideratge boiar que havia dissenyat la desapareguda Revolució, va emergir com a republicanisme cada vegada que Carol s'acostava als conservadors; Ghica es va unir al moviment antidinàstic de 1870–1871 que havia sorgit amb la República de Ploiești. La qüestió de la lleialtat dels liberals es va resoldre finalment el 1876, amb l'excepcionalment llarg ministeri liberal de Ion Brătianu. El 1881, Ghica va ser nomenat ministre romanès a Londres, càrrec que va mantenir fins al 1889; va morir a Ghergani, comtat de Dâmbovița.

## Obres
Al costat de la seva distinció política, Ion Ghica es va guanyar una reputació literària escrivint les seves Cartes, adreçades a Vasile Alecsandri, el seu amic de tota la vida. Concebudes i escrites durant la seva residència a Londres, les cartes representen l'etapa ancestral de la societat romanesa, tal com semblava que s'esvaeix.
També va ser autor d'Amintiri din pribegie ("Records de l'exili"), l'any 1848, i de Convorbiri Economice ("Converses d'economia"), que tractava els principals temes econòmics. Va ser el primer a defensar l'afavoriment de les iniciatives locals per sobre de les inversions estrangeres en la indústria i el comerç; fins a cert punt, això va prendre la forma de proteccionisme (una característica del Partit Liberal durant el període vinent, i fins a la Segona Guerra Mundial).